# Andrew Florent
Pour les articles homonymes, voir Florent.
Andrew Florent, né le 24 octobre 1970 à Melbourne et mort le 16 août 2016, est un joueur australien de tennis.

## Biographie
Andrew Florent, né le 24 octobre 1970 à Melbourne, est un joueur australien de tennis.
Il a également été l'entraîneur de son compatriote Mark Philippoussis avant de se reconvertir dans l'immobilier.

### Décès
En 2013, un cancer de l'intestin lui est diagnostiqué. Il poursuit cependant ses activités et dispute même un double d'anthologie à l'Open d'Australie en 2014 alors qu'il est sous chimiothérapie. Il perd cependant son combat contre le cancer et meurt le 16 août 2016 à l'âge de 45 ans.

## Palmarès

### Titres en double messieurs
| No | Date       | Nom et lieu du tournoi                            | Catégorie    | Dotation  | Surface      | Partenaire       | Finalistes                   | Score         |          |
| -- | ---------- | ------------------------------------------------- | ------------ | --------- | ------------ | ---------------- | ---------------------------- | ------------- | -------- |
| 1  | 13-06-1994 | International Raiffeisen Grand Prix Sankt Pölten  | World Series | 300 000 $ | Terre (ext.) | Vojtěch Flégl    | Adam Malik Jeff Tarango      | 3-6, 6-1, 6-4 |          |
| 2  | 05-01-1998 | Australian Men's Hardcourt Championships Adélaïde | Int' Series  | 315 000 $ | Dur (ext.)   | Joshua Eagle     | Ellis Ferreira Rick Leach    | 6-4, 6-7, 6-3 | Parcours |
| 3  | 17-05-1999 | International Raiffeisen Grand Prix Sankt Pölten  | Int' Series  | 400 000 $ | Terre (ext.) | Andreï Olhovskiy | Brent Haygarth Robbie Koenig | 5-7, 6-4, 7-5 |          |

### Finales en double messieurs
| No | Date       | Nom et lieu du tournoi                          | Catégorie      | Dotation    | Surface      | Vainqueurs                     | Partenaire    | Score         |          |
| -- | ---------- | ----------------------------------------------- | -------------- | ----------- | ------------ | ------------------------------ | ------------- | ------------- | -------- |
| 1  | 16-05-1994 | Tournoi de tennis de Bologne Bologne            | World Series   | 288 750 $   | Terre (ext.) | John Fitzgerald Patrick Rafter | Vojtěch Flégl | 6-3, 6-3      |          |
| 2  | 22-08-1994 | Waldbaum’s Hamlet Cup Long Island               | World Series   | 288 750 $   | Dur (ext.)   | Olivier Delaitre Guy Forget    | Mark Petchey  | 6-4, 7-6      |          |
| 3  | 24-04-1995 | Seoul Open Séoul                                | World Series   | 203 000 $   | Dur (ext.)   | Sébastien Lareau Jeff Tarango  | Joshua Eagle  | 6-3, 6-2      |          |
| 4  | 10-06-1996 | Oporto Open Porto                               | World Series   | 400 000 $   | Terre (ext.) | Emanuel Couto Bernardo Mota    | Joshua Eagle  | 4-6, 6-4, 6-4 |          |
| 5  | 27-04-1998 | BMW Open Munich                                 | Int' Series    | 500 000 $   | Terre (ext.) | Todd Woodbridge Mark Woodforde | Joshua Eagle  | 6-0, 6-3      |          |
| 6  | 15-06-1998 | Heineken Trophy Bois-le-Duc                     | Int' Series    | 475 000 $   | Gazon (ext.) | Guillaume Raoux Jan Siemerink  | Joshua Eagle  | 6-3, 3-6, 6-1 |          |
| 7  | 28-02-2000 | Citrix Tennis Championships Delray Beach        | Int' Series    | 325 000 $   | Dur (ext.)   | Brian MacPhie Nenad Zimonjić   | Joshua Eagle  | 7-5, 6-4      | Parcours |
| 8  | 24-07-2000 | Generali Open Kitzbühel                         | Series Gold    | 700 000 $   | Terre (ext.) | Pablo Albano Cyril Suk         | Joshua Eagle  | 6-3, 3-6, 6-3 | Parcours |
| 9  | 31-07-2000 | du Maurier Open Toronto                         | Masters Series | 2 450 000 $ | Dur (ext.)   | Sébastien Lareau Daniel Nestor | Joshua Eagle  | 6-3, 7-6      | Parcours |
| 10 | 16-04-2001 | Tennis Masters Series - Monte-Carlo Monte-Carlo | Masters Series | 2 450 000 $ | Terre (ext.) | Jonas Björkman Todd Woodbridge | Joshua Eagle  | 3-6, 6-4, 6-2 | Parcours |

## Parcours en Grand Chelem

### En double
| 2000 | 1/4 de finale J. Eagle | E. Ferreira R. Leach |  |  |  |

N.B. : le nom du ou de la partenaire se trouve sous le résultat ; le nom des ultimes adversaires se trouve à droite.

### En double mixte
| Année | Open d'Australie                        | Open d'Australie             | Roland-Garros                   | Roland-Garros                 | Wimbledon                       | Wimbledon                       | US Open                    | US Open                |
| ----- | --------------------------------------- | ---------------------------- | ------------------------------- | ----------------------------- | ------------------------------- | ------------------------------- | -------------------------- | ---------------------- |
| 1995  | 1er tour (1/16) Caroline Vis            | Linda Wild Francisco Montana |                                 |                               | 1/4 de finale Catherine Barclay | Larisa Savchenko Mark Woodforde |                            |                        |
| 1996  | -                                       | -                            | 3e tour (1/8) Catherine Barclay | Nicole Provis Todd Woodbridge |                                 |                                 |                            |                        |
| 1997  | 2e tour (1/8) Gigi Fernández            | Lori McNeil Brian MacPhie    |                                 |                               |                                 |                                 |                            |                        |
| 1998  | 1/4 de finale Natasha Zvereva           | Elena Likhovtseva Max Mirnyi |                                 |                               |                                 |                                 |                            |                        |
| 1999  | 1er tour (1/16) Catherine Barclay-Reitz | Kimberly Po Donald Johnson   |                                 |                               | 2e tour (1/16) Elena Tatarkova  | Manon Bollegraf Pablo Albano    |                            |                        |
| 2000  | -                                       | -                            | 2e tour (1/16) Rachel McQuillan | Kimberly Po Donald Johnson    |                                 |                                 |                            |                        |
| 2001  | 1er tour (1/16) Nicole Pratt            | M. Shaughnessy Robbie Koenig |                                 |                               |                                 |                                 | 2e tour (1/8) Nicole Pratt | Cara Black Wayne Black |

Sous le résultat, la partenaire ; à droite, l'ultime équipe adverse.